# Ummeliata esyunini
Espèce
Synonymes
- Oedothorax esyunini Zhang, Zhang & Yu, 2003
- Ummeliata xiaowutai

Ummeliata esyunini est une espèce d'araignées aranéomorphes de la famille des Linyphiidae.

## Distribution
Cette espèce est endémique du Hebei en Chine,. Elle se rencontre dans les xians de Pingshan et de Yu.

## Description
Les mâles mesurent de 2,33 à 2,65 mm.
Le mâle décrit par Han et Zhang en 2014 mesure 2,57 mm et la femelle 3,07 mm.
Le mâle décrit par Lin, Lopardo et Uhl en 2022 mesure 2,66 mm.

## Systématique et taxinomie
Cette espèce a été décrite sous le protonyme Oedothorax esyunini par Zhang, Zhang et Yu en 2003. Elle est placée dans le genre Ummeliata par Lin, Lopardo et Uhl en 2022.
Ummeliata xiaowutai a été placée en synonymie par Lin, Lopardo et Uhl en 2022.

## Étymologie
Cette espèce est nommée en l'honneur de Sergei L. Esyunin.

## Publication originale
- Zhang, Zhang & Yu, 2003 : « One new record genus and two new species of the family Linyphiidae (Arachnida: Araneae) from China. » Journal of Hebei University, Natural Science Edition, vol. 23, p. 407-410.